# Castelo de Craiglockhart
O Castelo de Craiglockhart (em língua inglesa Craiglockhart Castle) é um castelo atualmente em ruínas localizado em Craiglockhart, Escócia.
Encontra-se classificado na categoria "B" do "listed building" desde 14 de julho de 1966.